# Liste der denkmalgeschützten Objekte in Bad Mitterndorf
Die Liste der denkmalgeschützten Objekte in Bad Mitterndorf enthält die 21 denkmalgeschützten, unbeweglichen Objekte der Gemeinde Bad Mitterndorf im steirischen Bezirk Liezen.

## Denkmäler
| Foto |                 | Denkmal                                                                              | Standort                                             | Beschreibung | Metadaten |
| ---- | --------------- | ------------------------------------------------------------------------------------ | ---------------------------------------------------- | --- | --- |
| ja   | Datei hochladen | Bauernhaus, Raudaschl HERIS-ID: 37248 Objekt-ID: 36338                               | Klachau 1 Standort KG: Klachau                       | Das Gebäude war ehemals Salzlager und auch Gerichtsgebäude und stammt aus der Zeit um 1600. Außen Sgraffitodekoration. | BDA-Hist.: Q37974630 Status: Bescheid Stand der BDA-Liste: 2025-06-30 Name: Bauernhaus, Raudaschl GstNr.: .1/1                                                                          |
| ja   | Datei hochladen | Frühmittelalterliche Gräber HERIS-ID: 41549 Objekt-ID: 42066                         | Krungl Standort KG: Krungl                           | | BDA-Hist.: Q38001644 Status: Bescheid Stand der BDA-Liste: 2025-06-30 Name: Frühmittelalterliche Gräber GstNr.: 2262                                                                    |
| ja   | Datei hochladen | Aufnahmsgebäude Bad Mitterndorf HERIS-ID: 88661 Objekt-ID: 103243seit 2021           | bei Thörl 23 Standort KG: Krungl                     | | BDA-Hist.: Q105668993 Status: Bescheid Stand der BDA-Liste: 2025-06-30 Name: Aufnahmsgebäude Bad Mitterndorf GstNr.: 2402 Aufnahmsgebäude Bahnhof Bad Mitterndorf                       |
| ja   | Datei hochladen | Kath. Pfarrkirche hl. Margaretha und ehem. Friedhof HERIS-ID: 50981 Objekt-ID: 56513 | Bad Mitterndorf Standort KG: Mitterndorf             | → Hauptartikel : Pfarrkirche Bad Mitterndorf f1 | BDA-Hist.: Q17325684 Status: § 2a Stand der BDA-Liste: 2025-06-30 Name: Kath. Pfarrkirche hl. Margaretha und ehem. Friedhof GstNr.: .1 Kath. Pfarrkirche hl. Margaretha Bad Mitterndorf |
| ja   | Datei hochladen | Evang. Pfarrkirche A.B. HERIS-ID: 88658 Objekt-ID: 103240                            | Bad Mitterndorf Standort KG: Mitterndorf             | Die kleine Holzkirche steht auf einem Hügel in Bad Mitterndorf und entstand 1920. | BDA-Hist.: Q37727098 Status: § 2a Stand der BDA-Liste: 2025-06-30 Name: Evang. Pfarrkirche A.B. GstNr.: .935                                                                            |
| ja   | Datei hochladen | Pfarrhof HERIS-ID: 88620 Objekt-ID: 103201                                           | Bad Mitterndorf 1 Standort KG: Mitterndorf           | | BDA-Hist.: Q37726922 Status: § 2a Stand der BDA-Liste: 2025-06-30 Name: Pfarrhof GstNr.: .2                                                                                             |
| ja   | Datei hochladen | Kriegerdenkmal HERIS-ID: 88638 Objekt-ID: 103220                                     | bei Bad Mitterndorf 17 Standort KG: Mitterndorf      | | BDA-Hist.: Q37726980 Status: § 2a Stand der BDA-Liste: 2025-06-30 Name: Kriegerdenkmal GstNr.: 2553/1 Kriegerdenkmal Bad Mitterndorf                                                    |
| ja   | Datei hochladen | Nischenkapelle mit Schmerzensmann HERIS-ID: 88648 Objekt-ID: 103230                  | Bad Mitterndorf 56, östlich Standort KG: Mitterndorf | | BDA-Hist.: Q37727033 Status: § 2a Stand der BDA-Liste: 2025-06-30 Name: Nischenkapelle mit Schmerzensmann GstNr.: 2374                                                                  |
| ja   | Datei hochladen | Johannes Nepomuk-Kapelle HERIS-ID: 88641 Objekt-ID: 103223                           | bei Bad Mitterndorf 59 Standort KG: Mitterndorf      | | BDA-Hist.: Q37727004 Status: § 2a Stand der BDA-Liste: 2025-06-30 Name: Johannes Nepomuk-Kapelle GstNr.: 2367                                                                           |
| ja   | Datei hochladen | Schloss Grubegg HERIS-ID: 11880 Objekt-ID: 8000                                      | Neuhofen 23 Standort KG: Mitterndorf                 | Das Schloss Grubegg mit seinem Meierhof steht auf einer kleinen Anhöhe. Die ursprünglich befestigte Anlage wurde vom Gewerken A. Grueber erbaut und ist mit 1591 datiert. Mehrfach verändert. Der zweigeschoßige rechteckige Bau hat ein Schindelwalmdach.                       | BDA-Hist.: Q20962959 Status: Bescheid Stand der BDA-Liste: 2025-06-30 Name: Schloss Grubegg GstNr.: 3446/1, 3446/2 Schloss Grubegg, Neuhofen                                            |
| ja   | Datei hochladen | Kath. Pfarrkirche hl. Maria am Kumitzberg HERIS-ID: 100352 Objekt-ID: 116575         | Obersdorf Standort KG: Mitterndorf                   | → Hauptartikel : Pfarrkirche Kumitz f1 | BDA-Hist.: Q17126919 Status: § 2a Stand der BDA-Liste: 2025-06-30 Name: Kath. Pfarrkirche hl. Maria am Kumitzberg GstNr.: .1273 Pfarrkirche Kumitz                                      |
| ja   | Datei hochladen | Blutschwitzkapelle HERIS-ID: 206290seit 2021                                         | bei Obersdorf 151 Standort KG: Mitterndorf           | Die Kapelle ist Teil eines Anfang des 18. Jahrhunderts angelegten Kalvarienberges, anstelle der Kalvarienbergkapelle befindet sich seit 1766 die Kirche Maria Kumitz. Die Kapellen sind den Schmerzhaften Geheimnissen des Rosenkranzes geweiht. Anmerkung: Koordinaten ungefähr | BDA-Hist.: Q107642431 Status: Bescheid Stand der BDA-Liste: 2025-06-30 Name: Blutschwitzkapelle GstNr.: 2641/2 Kreuzweg Kumitzberg                                                      |
| ja   | Datei hochladen | Geißelungskapelle HERIS-ID: 206291seit 2021                                          | bei Obersdorf 151 Standort KG: Mitterndorf           | Die Kapelle ist Teil eines Anfang des 18. Jahrhunderts angelegten Kalvarienberges, anstelle der Kalvarienbergkapelle befindet sich seit 1766 die Kirche Maria Kumitz. Die Kapellen sind den Schmerzhaften Geheimnissen des Rosenkranzes geweiht. Anmerkung: Koordinaten ungefähr | BDA-Hist.: Q107642536 Status: Bescheid Stand der BDA-Liste: 2025-06-30 Name: Geißelungskapelle GstNr.: 2641/2 Kreuzweg Kumitzberg                                                       |
| ja   | Datei hochladen | Dornenkrönungskapelle HERIS-ID: 206292seit 2021                                      | bei Obersdorf 151 Standort KG: Mitterndorf           | Die Kapelle ist Teil eines Anfang des 18. Jahrhunderts angelegten Kalvarienberges, anstelle der Kalvarienbergkapelle befindet sich seit 1766 die Kirche Maria Kumitz. Die Kapellen sind den Schmerzhaften Geheimnissen des Rosenkranzes geweiht. Anmerkung: Koordinaten ungefähr | BDA-Hist.: Q107642472 Status: Bescheid Stand der BDA-Liste: 2025-06-30 Name: Dornenkrönungskapelle GstNr.: 2641/2 Kreuzweg Kumitzberg                                                   |
| ja   | Datei hochladen | Kreuzigungskapelle HERIS-ID: 108356seit 2021                                         | bei Obersdorf 151 Standort KG: Mitterndorf           | Die Nischenkapelle ist Teil eines Anfang des 18. Jahrhunderts angelegten Kreuzweges; anstelle der Kalvarienbergkapelle befindet sich seit 1766 die Kirche Maria Kumitz. Die Kapellen sind den Schmerzhaften Geheimnissen des Rosenkranzes geweiht.                               | BDA-Hist.: Q107642500 Status: Bescheid Stand der BDA-Liste: 2025-06-30 Name: Kreuzigungskapelle GstNr.: 2641/2 Kreuzweg Kumitzberg                                                      |
| ja   | Datei hochladen | Kreuzfallkapelle HERIS-ID: 206293seit 2021                                           | bei Obersdorf 151 Standort KG: Mitterndorf           | Die Kapelle ist Teil eines Anfang des 18. Jahrhunderts angelegten Kalvarienberges, anstelle der Kalvarienbergkapelle befindet sich seit 1766 die Kirche Maria Kumitz. Die Kapellen sind den Schmerzhaften Geheimnissen des Rosenkranzes geweiht. Anmerkung: Koordinaten ungefähr | BDA-Hist.: Q107642518 Status: Bescheid Stand der BDA-Liste: 2025-06-30 Name: Kreuzfallkapelle GstNr.: 2641/2 Kreuzweg Kumitzberg                                                        |
| ja   | Datei hochladen | Riedlbach-Klause HERIS-ID: 103992 Objekt-ID: 120574                                  | Standort KG: Mitterndorf                             | Die Riedlbachklause ist eine Steinkastenklause am Riedlbach, die 1561 erstmals urkundlich erwähnt wurde. 1868 wurde sie aus Quadersteinen neu erbaut und 1964 restauriert. | BDA-Hist.: Q37798755 Status: § 2a Stand der BDA-Liste: 2025-06-30 Name: Riedlbach-Klause GstNr.: 2608/1 Riedlbach-Klause                                                                |
| ja   | Datei hochladen | Oberascher Mühle, Neuper HERIS-ID: 113146 Objekt-ID: 131382seit 2019                 | Kainisch 29 Standort KG: Pichl                       | | BDA-Hist.: Q105646958 Status: Bescheid Stand der BDA-Liste: 2025-06-30 Name: Oberascher Mühle, Neuper GstNr.: .499/1                                                                    |
| ja   | Datei hochladen | Kath. Pfarrkirche Hl. Kreuz HERIS-ID: 51909 Objekt-ID: 57729                         | neben Tauplitz 26 Standort KG: Tauplitz              | → Hauptartikel : Pfarrkirche Tauplitz f1 | BDA-Hist.: Q17126926 Status: § 2a Stand der BDA-Liste: 2025-06-30 Name: Kath. Pfarrkirche Hl. Kreuz GstNr.: .306 Pfarrkirche zum Heiligen Kreuz, Tauplitz                               |
| ja   | Datei hochladen | Aufbahrungshalle HERIS-ID: 84235 Objekt-ID: 98321                                    | Tauplitz 144 Standort KG: Tauplitz                   | Die Friedhofskapelle wurde 1966 nach einem Plan von Kurt Weber-Mzell erbaut, der Granitengel stammt von Walter Ritter. | BDA-Hist.: Q38182342 Status: § 2a Stand der BDA-Liste: 2025-06-30 Name: Aufbahrungshalle GstNr.: 1053                                                                                   |
| ja   | Datei hochladen | Kath. Filialkirche Hl. Dreifaltigkeit HERIS-ID: 51910 Objekt-ID: 57730               | Tauplitzalm 63 Standort KG: Tauplitz                 | Die Filialkirche Hl. Dreifaltigkeit auf der Tauplitzalm wurde 1961 bis 1963 nach einem Plan von Kurt Weber-Mzell erbaut. Die Betonglasfenster stammen von Alfred Wickenburg, das Bronzekreuz von Alexander Silveri.                                                              | BDA-Hist.: Q38048130 Status: § 2a Stand der BDA-Liste: 2025-06-30 Name: Kath. Filialkirche Hl. Dreifaltigkeit GstNr.: 865/26 Kath. Filialkirche Hl. Dreifaltigkeit Tauplitz             |

## Ehemalige Denkmäler
| Foto |                 | Denkmal | Standort                 | Beschreibung | Metadaten |
| ---- | --------------- | --- | ------------------------ | --- | --- |
| ja   | Datei hochladen | Römische befestigte Siedlung am Kampkogel (Numeruskastell?) HERIS-ID: 113378 Objekt-ID: 131705von 2020 bis 2021 | Standort KG: Mitterndorf | Im Rahmen von Prospektionen zwischen Grimming und Sarstein wurde dieses bislang völlig unbekannte Siedlungsobjekt auf dem Kamp (886 m) erschlossen, das durch die zahlreichen Münzfunde und die übrige archäologische Evidenz am ehesten als Teil der römischen Militärverwaltung einzuordnen sein dürfte. | BDA-Hist.: Q105647157 Status: Bescheid Stand der BDA-Liste: 2021-07-01 Name: Römische befestigte Siedlung am Kampkogel (Numeruskastell?) GstNr.: 939/1 |